# Coupe de Tunisie masculine de basket-ball 2014-2015
Navigation
Coupe de Tunisie 2013-2014 Coupe de Tunisie 2015-2016
La coupe de Tunisie 2014-2015 est la 59e édition de la coupe de Tunisie masculine de basket-ball, compétition à élimination directe mettant aux prises des clubs de basket-ball amateurs et professionnels affiliés à la Fédération tunisienne de basket-ball.

## Résultats

### Seizièmes de finale
La compétition commence avec les seizièmes de finale. Les deux finalistes de la précédente édition ainsi que les autres clubs tirés au sort se sont qualifiés directement pour les huitièmes de finale.

### Quarts de finale
| Date         | Équipe à domicile               | Équipe à l'extérieur         | Score  |
| ------------ | ------------------------------- | ---------------------------- | ------ |
| 28 mars 2015 | Stade nabeulien                 | Étoile sportive de Radès     | 80-75  |
| 28 mars 2015 | Association sportive d'Hammamet | Union sportive monastirienne | 70-71  |
| 28 mars 2015 | Jeunesse sportive d'El Menzah   | Club africain                | 61-73  |
| 29 mars 2015 | Jeunesse sportive kairouanaise  | Basket Club Ksar Hellal      | 113-77 |

### Demi-finales
| Date          | Équipe à domicile              | Équipe à l'extérieur         | Score      |
| ------------- | ------------------------------ | ---------------------------- | ---------- |
| 24 avril 2015 | Jeunesse sportive kairouanaise | Union sportive monastirienne | 85-93 a.p. |
| 25 avril 2015 | Club africain                  | Stade nabeulien              | 77-58      |

### Finale
| Date        | Lieu      | Équipe à domicile | Équipe à l'extérieur         | Score |
| ----------- | --------- | ----------------- | ---------------------------- | ----- |
| 23 mai 2015 | El Menzah | Club africain     | Union sportive monastirienne | 79-69 |

- Points marqués :
  - Club africain : James Justice (20), Naim Dhifallah (19), Mohamed Hadidane (13), Nizar Knioua (13), Ziyed Chennoufi (5), Bechir Hadidane (5), Lassaad Chouaya (4)
  - Union sportive monastirienne : Hosni Saied (17), Firas Lahyani (12), Saif Aissaoui (12), Ahmed Trimech (11), Danilo Mitrovic (10), Marouan Laghnej (5), Ahmed Ben Saïd (2)

### Champion
- Club africain
  - Président : Slim Riahi
  - Entraîneur : Predrag Badnjarević
  - Joueurs : Naim Dhifallah, Mourad El Mabrouk, Nizar Knioua, Hichem Zahi, Mohamed Hadidane, James Justice, Lassaad Chouaya, Ziyed Chennoufi, Sergo Atuashvili, Ahed Ajmi, Bechir Hadidane,  Mehdi Ben Ghenia, Youssef Mejri, Seif Ben Maati